# 베를린 순환선
베를린 순환선은 베를린 시내를 순환하여 운행하는 약 37 km 길이의 철도 노선이다. 베를린 S반 노선은 전 구간 복선 전철화되어 있으며, 일반 열차가 운행하는 열차선은 일부 구간만 복선 전철화되어 있다. 베를린 순환선을 동서로 가로지르는 베를린 도심선과 베를린에서 방사향으로 뻗어 나가는 노선과 연결된다.
S반 선로에는 매일 약 1100편의 열차가 운행하며, 일간 승객 수는 50만 명 이상이다. 2018년 기준 트레프토어 파르크-오스트크로이츠 구간은 베를린 S반에서 가장 혼잡한 구간 중 하나로 일간 승객 수는 약 17만 명이다.
순환선은 지리적으로 개 머리 모양을 그리고 있기 때문에 Hundekopf, Großer Hundekopf라는 별명이 있으며 베를린의 정치권에서도 사용되는 용어이다. 순환선에 둘러싸인 베를린 시역(약 88 km²)에는 행정적인 의미가 있다.
- 베를린 순환선을 포함하여 순환선 내부의 지역은 베를린 브란덴부르크 교통조합의 베를린 A 구역에 속한다.
- 순환선 내부 지역은 경계면 일부를 제외하면 환경 구역에 속한다.

## 역사

### 건설 이전
1851년 베를린 순환선의 전신으로 완전히 닫힌 원형을 그리지는 않는 왕립 철도역 연결선(Königliche Bahnhofs-Verbindungsbahn)이 건설되었다. 이 노선은 베를린에서 종착하는 철도 노선의 종착역을 연결했다. 그러나 이 노선은 노면상의 병용궤도로 건설되었기 때문에 도로 교통에 직접적인 영향을 받아서 제 기능을 수행할 수 없었다.
문제점을 해결하기 위해서 새로운 연결선을 건설하기로 계획했다. 화물 운송 기능을 강화하는 것이 목적 중 하나였으며, 당시 베를린 경계 밖에서 자체적인 노반을 확보해서 운행하기로 했다. 1866년 프로이센-오스트리아 전쟁 승전 이후에야 건설 자금을 확보할 수 있었다. 1867년에 착공하여 1877년에 완공했다. 건설과 운영 관리는 니더슐레지엔-마르크 철도(Niederschlesisch-Märkische Eisenbahn)에서 위임받았다.

### 순환선의 첫 구간

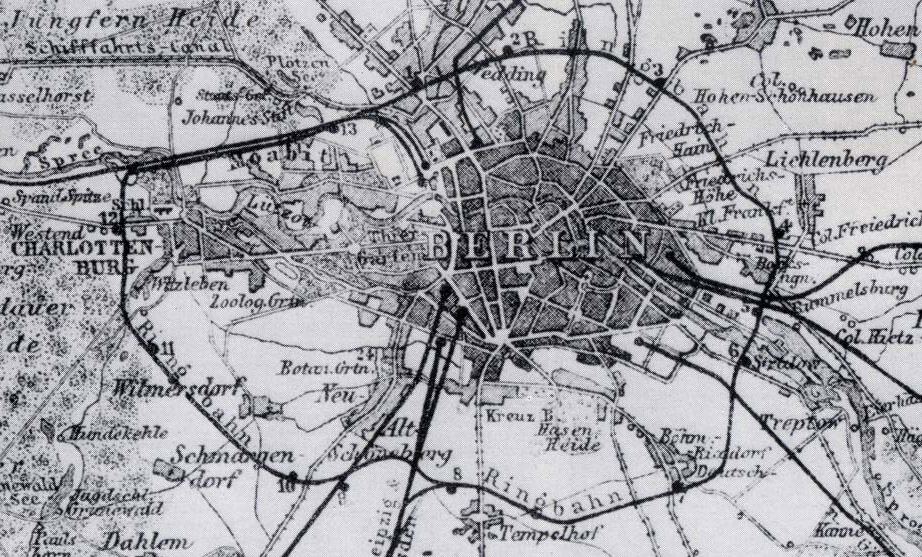
1877년 지도에 표시된 베를린 순환선. 지도상에 점으로 표시된 장거리 철도 노선의 종착역은 슈프레강 북쪽에는 시계 방향으로 레어테역, 함부르크역, 동역, 슐레지엔역, 슈프레강 남쪽에는 괴를리츠역, 안할트역, 드레스덴역, 포츠담역이 있었다.

순환선의 첫 구간은 1871년 6월 17일에 개통했다. 순환선의 기점은 레어테선과 접속되는 베를린 북부의 모아비트역(Bahnhof Moabit)이며 동쪽 시계 방향으로 게준트브루넨역, 릭스도르프역(현재의 노이쾰른역)을 거쳐서 남쪽의 템펠호프역, 쇠네베르크역을 연결했다. 당시의 쇠네베르크역은 현재의 S반 철도역의 남쪽에 있는 포츠담선(Potsdamer Bahn, Stammbahn으로도 불림)상의 역이었고, 포츠담선 선로의 동쪽에 위치해 있었다. 순환선은 함부르크선, 슈테틴선, 동방철도, 니더슐레지엔-마르크 철도, 괴를리츠선, 안할트선과 고가로 교차했다. 노선과의 교차점에는 가능한 경우 도심에 있는 역으로 열차가 들어올 수 있도록 순환선과 연결되는 연결선이 건설되었다. 포츠담선에는 추가로 방향 전환 없이 시 외곽으로 진출할 수 있는 연결선이 건설되었다. 기존 연결선과 마찬가지로 니더슐레지엔-마르크 철도에서 운영했다.
첫 구간의 여객 영업은 1872년 1월 1일에 시작했다. 운행 초기에는 매일 2편성, 4월부터는 매일 4편성의 열차가 운행했다. 1873년부터는 매일 8편성, 1875년에는 매일 9편성으로 확대되었다. 열차 운행은 레어테역에서 출발하여 모아비트, 게준트브루넨, 슈트랄라우(오늘날의 오스트크로이츠역 남쪽, 운행 초기에는 니더슐레지엔-마르크 연결점으로도 불림), 릭스도르프, 템펠호프, 쇠네베르크역을 거쳐서 포츠담역으로 운행했다. 모아비트역과 당시의 쇠네베르크역에서는 열차의 통행 방향이 전환되었다. 일부 열차는 괴를리츠선과의 교차점(Görlitzer Anschluß)에 추가로 정차했다. 슈트랄라우역과 프랑크푸르트역 사이에는 셔틀 열차가 운행했고 게준트브루넨역에서는 슈테틴역과의 셔틀 열차가 운행했다. 1872년에 베딩역과 프리드리히스베르크역이 추가되었고, 1875년에는 바이센제역, 1876년에는 트레프토역이 추가되었다.

### 순환선의 완성
1875년 11월 15일 쇠네베르크에서 샤를로텐부르크(현재의 베스트엔트역)를 통해 모아비트까지 연결되는 구간이 완공되면서 순환선이 완성되었다. 1881년부터는 남부 연결선(Südringspitzkehre)을 통해서 포츠담 순환선역(Potsdamer Ringbahnhof)에 여객 영업이 시작되었다. 과거의 쇠네베르크역은 콜로넨브뤼케(Kolonnenbrücke, 이후 콜로넨로 Kolonnenstraße)상에 있는 새로운 역으로 대체되었다.
1880년대 초에 베를린 중앙 도축장(Zentralvieh- und Schlachthof)에 화물 연결선을 건설할 수 있도록 란츠베르커 알레(Landsberger Allee)와 슈트랄라우 구간이 복복선화되었다. 총 4.5 km 구간에 연결선이 6개소 건설되었다. 1881년 중앙 도축장 앞에 여객 열차역이 개업했으며, 건설 비용은 초기에 베를린 시의회에서 부담했으며 1890년대에 철도 회사의 소유가 되었다.
1880년대와 1890년대에 순환선의 대부분 구간이 복복선화되었다. 한편 이 시기에 각종 연결선이 새로 건설되거나 확장되기도 했다. 1894년에 모아비트역의 여객 영업이 중단되었고, 이후에는 화물 및 조차장 목적으로만 사용되었다. 그 대신 1894년 5월 1일 모아비트역 근처에 보이셀슈트라세역이 개업했고, 같은 날 융페른하이데역이 개업했다. 란츠베르커 알레역과 프렌츨라우어 알레역은 각각 1894년과 1895년에 개업했다.
1882년 베를린 도심선과 슈트랄라우-루멜스부르크역(현재의 오스트크로이츠역)이 완공된 후 여객 열차 운행이 이전보다 증가했다. 베를린 도심선을 통과하는 두 개의 반원형 운행 계통이 신설되었다. 북부 순환선 열차(Nordringzüge)는 순환선 북부의 베스트엔트에서 시작하여 슈트랄라우-루멜스부르크까지 순환선으로 운행하다가 도심선으로 진입하여 샤를로텐부르크와 베스트엔트로 운행했다. 남부 순환선 열차(Südringzüge)는 포츠담 순환선역에서 쇠네베르크를 통해서 남부 순환선을 통해 슈트랄라우-루멜스부르크까지 운행하고 도심선을 통해서 샤를로텐부르크까지 운행한 다음 남서부 순환선을 통해서 쇠네베르크, 포츠담 순환선역으로 진입했다. 북부와 남부 순환선 모두 시계와 반시계 방향 열차가 따로 운행했다. 추가적으로 관광 목적으로 베스트엔트나 할렌제에서 시작하여 그루네발트로 운행하는 그루네발트 열차(Grunewaldzüge)가 운행했다.
1895년 여름에는 하루에 베스트엔트역이 시종점인 북부 순환선 열차가 53편성, 슈트랄라우-루멜스부르크역이 시종점인 열차 49편성이 운행했다. 일요일에는 37편성이 운행했다. 일부 구간에는 추가 열차가 20편성 운행했다. 남부 순환선에는 포츠담 순환선역으로 운행하는 완전한 순환선 열차가 73편성, 일부 구간을 운행하는 추가 열차가 약 50편성 운행했다. 그루네발트 방면으로는 북부 순환선에서는 매일 26편성, 남부 순환선에서는 20편성 운행했고 일요일에는 수요에 따라서 최대 추가 62편성이 운행했다. 19세기 말까지는 오늘날의 오스트크로이츠, 베스트크로이츠, 쇠네베르크역의 순환선 선로를 통과하는 열차는 화물 열차 뿐이었고 여객 열차는 해당 역에서 도심선이나 포츠담역 등의 도심으로 진입했다.
20세기 초에는 슈트랄라우-루멜스부르크역의 보수 공사로 순환선의 여객열차선에 추가 승강장이 건설되었다. 이후에는 대부분의 순환선 열차가 도심선으로 진입하지 않고 순환선을 통과했다.

### 1961년까지의 변화
1922년 6월 27일 쇤하우저 알레역으로 진입하던 정원 이상을 태우고 있었던 열차에서 마주오는 열차에서 튀어나온 승객의 짐과 충돌하여 승객이 철도로 추락했다. 이 사고로 40명 이상이 사망했다.
제2차 세계 대전 중 연합군의 베를린 공습으로 인하여 포츠담역과 안할트역의 철도 시설이 파괴되었으며, 1944년부터 남부 순환선 연결선을 운행할 수 없게 되었다.
1944년부터 베를린 장벽이 건설된 1961년까지 S반 열차는 근처에 있었던 파페슈트라세역-쇠네베르크역(1933년 순환선상에 개업함) 간의 연결 선로로 전체 순환선을 따라서 운행했다.

### 베를린 분단기
베를린 장벽 건설 이후 순환선은 두 구간으로 나뉘었다.
- 서베를린에는 순환선의 3/4(Dreiviertelring)이 남았고 게준트브루넨-조넨알레/쾰니셰 하이데역까지 운행했다.
- 동베를린에는 순환선의 1/4이 남았고 남아 있었던 쇤하우저 알레-트레프토어 파르크역 구간은 베르나우, 쾨니히스 부스터하우젠, 쇠네펠트 공항 등 다른 열차 노선과 직결하여 운행했다.

1980년 도이체 라이히스반 파업 이후 서베를린의 순환선 영업은 약 13년간 중단되었다.
1984년 1월 1일 서베를린 S반 운영권이 베를린교통공사로 이전되었다. 당초 계획으로는 베스트엔트역과 조넨알레역 사이의 순환선 운행을 재개하려고 했다.

### 통일 후
1990년 독일의 재통일 이후 순환선 운행은 분단 이전으로 복구되기 시작했다. 1993년 남부 순환선의 쾰니셰 하이데역과 괴를리츠선 간의 연결이 복구되었다. 조넨알레역과 트레프토어 파르크역 구간의 복원은 장기간에 걸쳐서 진행되었다. 그 후 서베를린에 있었던 순환선 구간은 단계적으로 운행을 재개했다. 2002년 6월 1일 베딩역과 베스트하펜역 사이가 다시 연결되면서 순환선의 전 구간이 다시 연결되었다.

### 확장 계획
1930년대에 노이쾰른 오더슈트라세(Oderstraße)에 추가 역과 기지가 건설될 계획이 있었다.
2010년부터 템펠호퍼 펠트 남쪽에 기차역을 추가로 건설할 계획이 제안되었다.

## 운행

### S반

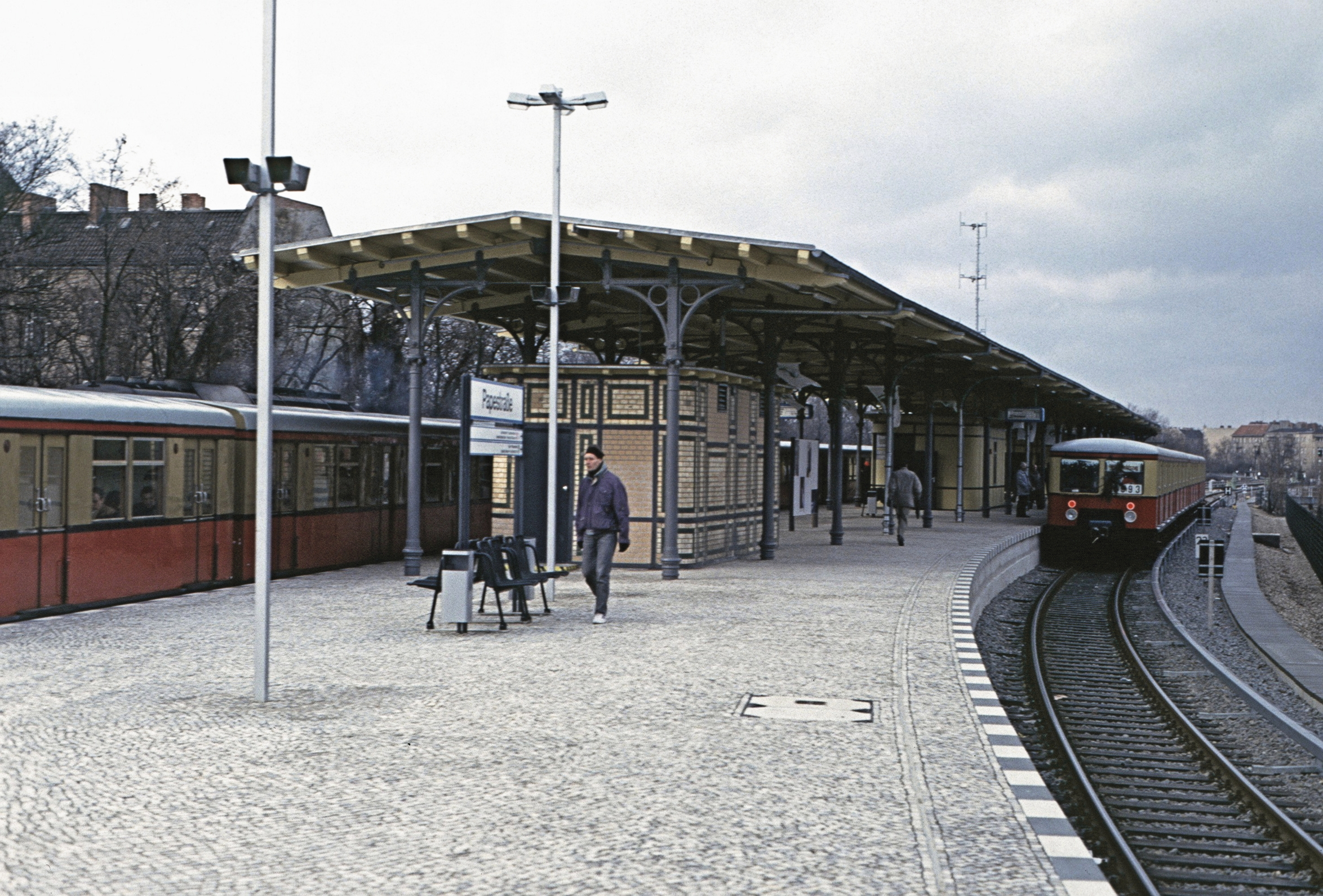
S반 파페슈트라세역, 1993년

베를린 순환선은 처음에는 화물용이었으나 1872년 1월 1일부터 여객 영업이 시작되었다. 순환선의 S반 열차선은 1926년에 전철화되었고, 1930년 순환선 운행과 베를린 도심 및 교외선(Berliner Stadt- und Vorortbahn) 열차가 합쳐져서 베를린 S반이 되었다.
1961년 베를린 장벽 건설로 인해서 순환선 운행이 끊겼고, 서베를린 구간이었던 게준트브루넨역과 조넨알레역을 이용했던 승객 수는 계속 줄었다. 당시 서베를린 S반도 동독의 도이체 라이히스반에서 운영했기 때문에 서베를린 S반 이용은 동독 정권에 직접적인 자금 지원으로 비쳐졌고, 정치적인 보이콧이 진행되었다. 한편 동베를린 구간의 쇤하우저 알레역부터 트레프토어 파르크역 구간은 동베를린의 남북 연결선으로 발전했다.
서베를린 순환선 영업은 1980년 도이체 라이히스반 파업으로 중단되었고 1993년 12월 17일에 (바움슐렌베크-)노이쾰른-베스트엔트 구간에서 다시 시작되었다. 나머지 구간은 단계적으로 복구되었다. 베스트엔트-융페른하이데 구간은 1997년 4월 15일, 노이쾰른-트레프토어 파르크 구간은 1997년 12월 18일, 융페른하이데-베스트하펜 구간은 1999년 12월 19일, 과거 동서베를린 경계를 건너는 게준트브루넨-쇤하우저 알레 구간은 2001년 9월 17일에 복구되었다.

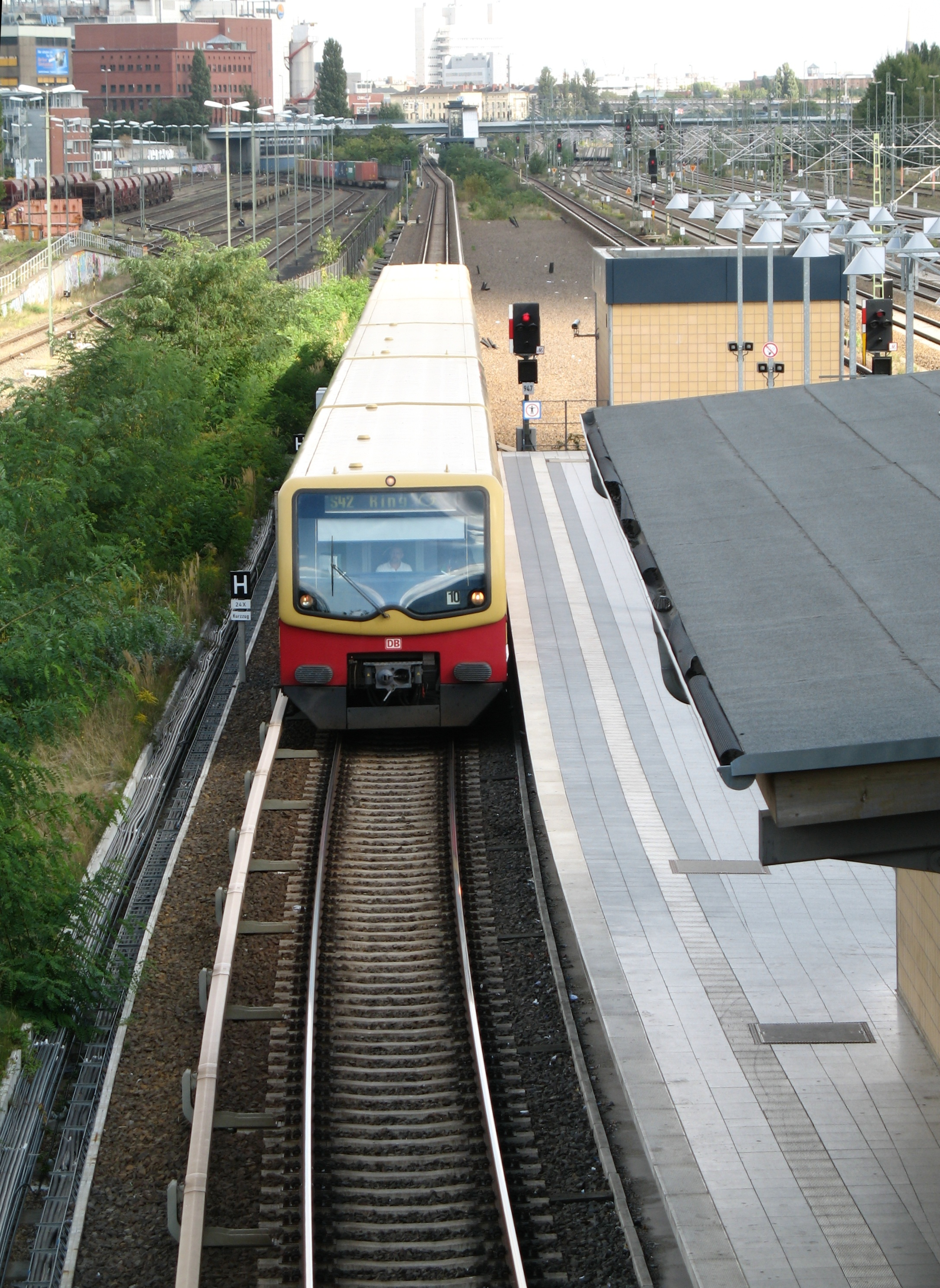
보이셀슈트라세역에서 운행을 재개한 S반 노선, 2006년

2002년 6월 15일 순환선의 마지막 구간이었던 베스트하펜-게준트브루넨 구간 복원 행사는 당시의 독일 연방교통부 장관이었던 쿠르트 보데비히(Kurt Bodewig)와 도이체반 사장 하르트무트 메도른(Hartmut Mehdorn)이 참석하였다. 중간역인 베딩역의 영업은 다음 날부터 재개되었다. 행사 광고에는 역 이름을 영어식으로 읽은 웨딩 데이(Wedding-Day)라는 명칭을 사용했다. 순환선 연결 이후에도 모든 열차가 순환 열차로 운행하지는 않았다. 전체 순환선 운행 시간이 63분이었기 때문에 배차 간격을 정하기 어려웠다.
2006년 5월 28일부터 S반의 전체 순환선 운행이 다시 시작되었다. S41/S42 운행 계통은 전체 운행 시간 약 60분으로 설정되어 출퇴근 시간에는 5분, 평시에는 10분 배차 간격으로 운행한다. 가속력이 좋은 DB 481/482 열차를 투입해서 운행 시간을 맞출 수 있었다. 순환선의 일부 구간은 다른 노선으로 운행한다. 남부 순환선에서는 남동쪽에서 괴를리츠 선을 타고 베를린으로 진입하는 운행 계통이 중간역에서 종착한다. S45는 쥐트크로이츠, S46은 베스트엔트, S47은 헤르만슈트라세역에서 종착한다. 순환선 동쪽에서는 트레프토어 파르크역과 쇤하우저 알레역 사이를 S8과 S85 열차가 운행한다.
과거의 S반 기지 파페슈트라세(S-Bw Papestraße, 템펠호프역과 쥐트크로이츠역 사이에 위치) 자리가 정리된 이후인 2010년에 템펠호프 간이 주박 기지(Zugbildungsanlage Tempelhof)가 건설되었다. 유치선 4선, 인상선 5선, 우회선 2선 및 변전소와 전기가동식 분기기가 설치되었다. 템펠호프역-쥐트크로이츠역 노반 남쪽에는 새로운 방음벽이 설치되었다. 서부 진입선은 2012년 11월 19일에 운행을 시작했다. 전체 구간 영업은 2016년 12월부터 2017년 상반기 말까지 단계적으로 진행되었다.

### 여객 및 화물 열차선

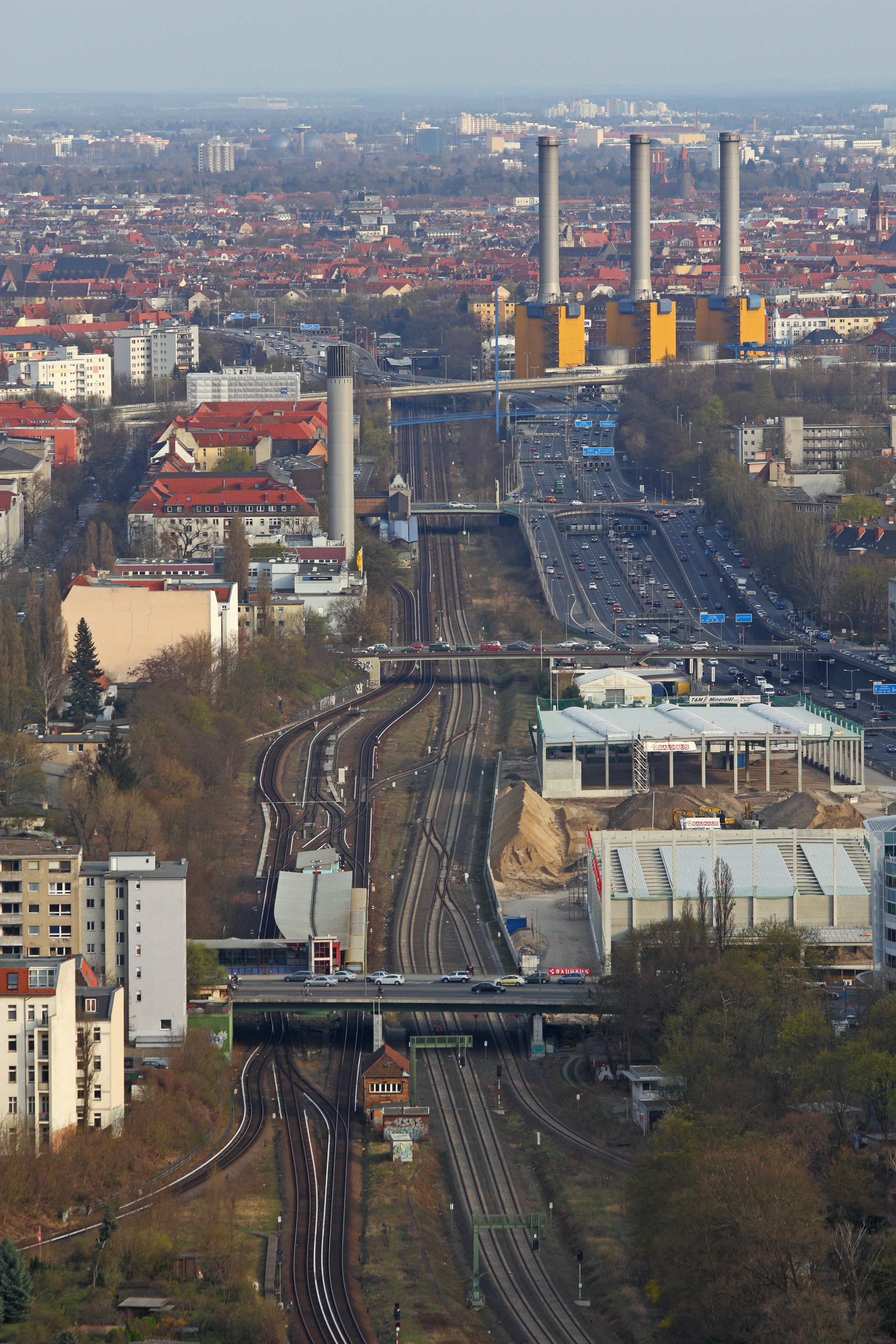
할렌제역 근처의 순환선. 왼쪽에는 S반 선로, 오른쪽에는 화물 선로가 있다.

여객 및 화물 열차선은 S반 선로와 평행하게 설치되어 있지만, 모든 구간의 선로 상태가 균일하지 않고 트레프토 지역에서 끊겨 있다.

#### 북부 순환선
베를린 중앙역 건설 당시 버섯 설계(Pilzkonzept)의 일환으로 할렌제역(반제 방면 분기)부터 트레프토어 파르크역(괴를리츠선 방면 분기) 사이의 북부 순환선은 광역 철도를 운행할 수 있도록 전 구간 복선 전철화되었다.
융페른하이데역부터 베를린 중앙역까지 베를린 순환선은 레어테선과 평행하게 운행한다. 베를린 모아비트 화물역에서 두 선로가 연결되며, 게준트브루넨역까지는 일부 광역 및 여객 열차가 순환선을 따라 운행한다. 게준트브루넨역 서쪽 진입 지점에서는 베를린 남북 장거리선과 연결되며, 오스트크로이츠역에서는 리히텐베르크 방면 열차선과 일부는 괴를리츠선 방면 열차선과 연결된다. 나머지 구간에서는 순환선의 열차선이 공자 이동, 우회, 화물 영업의 구간만을 수행한다. 순환선의 승강장은 게준트브루넨역(광역 및 장거리 여객 철도), 오스트크로이츠역(광역 철도)에만 설치되어 있다. 융페른하이데역의 광역 철도 승강장은 레어테선에만 설치되어 있으며, 순환선 열차선에는 정거장이 없다.

#### 남부 순환선
2016년 9월부터 남부 순환선의 할렌제-쇠네바이데 구간이 다시 연결되었다. 이 구간은 전철화되어 있지 않으며 템펠호프역 동쪽으로는 단선이다. 할렌제-템펠호프 구간은 쥐트크로이츠역 건설로 인해서 2001년부터 영업을 중단했다. 운행 중단 시기에 고텐슈트라세(Gotenstraße)와 반제선을 가로지르는 쇠네베르크 S반역상의 교량이 재건축되었다. 템펠호프에는 전자식 신호소가 설치되어 템펠호프-할렌제(제외) 구간을 통제한다.
남부 순환선을 통한 광역 및 장거리 열차 운행은 예정되어 있지 않다. 1990년 중반 헤르만슈트라세역에는 추가로 열차선 승강장을 건설할 계획이 고려되고 있었다.
남부 순환선의 화물선 및 안할트선과 괴를리츠선은 전철화되지 않았다. 노선 전철화와 80 km/h 증속 계획은 소음 대책 때문에 계획 승인 절차가 필요하다. 2015년 3월에 승인을 신청했고 2020년까지 완공할 예정이었지만 소음 대책 비용이 예상을 초과하여 도이체반에서 계획을 철회했다.
과거 트레프토 교차점(Treptower Kreuz)에서 순환선의 열차선이 끊겨 있다. 트레프토어 파르크에서 노이쾰른으로 운행하려면 쇠네바이데 방면으로 우회해야 한다. 1970년대에 노반이 변경되어 남부 순환선의 끊긴 부분을 재연결하기 어려워졌기 때문이다.
남부 순환선상의 화물역은 대부분 폐역이나 철거되었다. 지금도 영업 중인 화물역은 노이쾰른 화물역(노이쾰른-미텐발데 철도 연결)과 트레프토 화물역(베를린 산업선 연결)이 있다.
베를린 서항(Westhafen)은 베를린 함부르크 및 레어테역과의 연결선을 통해서 간접적으로 연결된다.

## 연결선

### S반
S반 순환선에서 연결되는 노선은 다음과 같다.
- 게준트브루넨 및 쇤하우저 알레역에서 보른홀머 슈트라세역(팡코 및 쇤홀츠 방면)
- 트레프토어 파르크역과 노이쾰른역에서 바움슐렌베크역
- 융페른하이데역에서 베르너베르크 경유 가르텐펠트역(지멘스선, 일부 철거됨)
- 융페른하이데역에서 지멘스슈타트퓌르스텐브룬역 경유 슈판다우역(S반 노선 철거됨)
- 쇠네베르크역 및 쥐트크로이츠역에서 포츠담역(남부 순환선 연결선, 2차 세계 대전 당시였던 1944년 파괴 이후 복구되지 않음.)

오스트크로이츠역 및 베스트크로이츠역에서 순환선과 도심선의 연결선이 있다.
- 오스트크로이츠역 남부 연결선은 S반 S9호선이 정규 운행한다. 2009년 8월 오스트크로이츠역 재건축 과정에서 철거되었다가 완전히 새로 건설되어 2017년 12월부터 영업을 다시 시작했다. 과거에는 이 선로에 도심 방면의 승강장이 있었으나 재건축 과정에서 철거되었다.
- 샤를로텐부르크역에서 할렌제역 방면 남부 연결선은 1990년대 초에 회송 및 특수 열차 운행용으로 단선으로 복구되었다. S41/S42 및 S46호선 열차의 막차 시간대나 비상시 우회선으로 사용한다.
- 2006년 5월까지 오스트크로이츠역 북부 연결선이 있었으나 재건축 과정에서 철거되었다. 그 이전에도 순환선에서 도심선 방면으로만 진행할 수 있었고, 그 반대 방향 선로는 폐쇄되었다.
- 1944년까지 샤를로텐부르크역에서 베스트엔트역 방면 북부 연결선이 있었으나 제2차 세계 대전으로 파괴된 이후 복구되지 않았다.

### 여객 및 화물 열차선

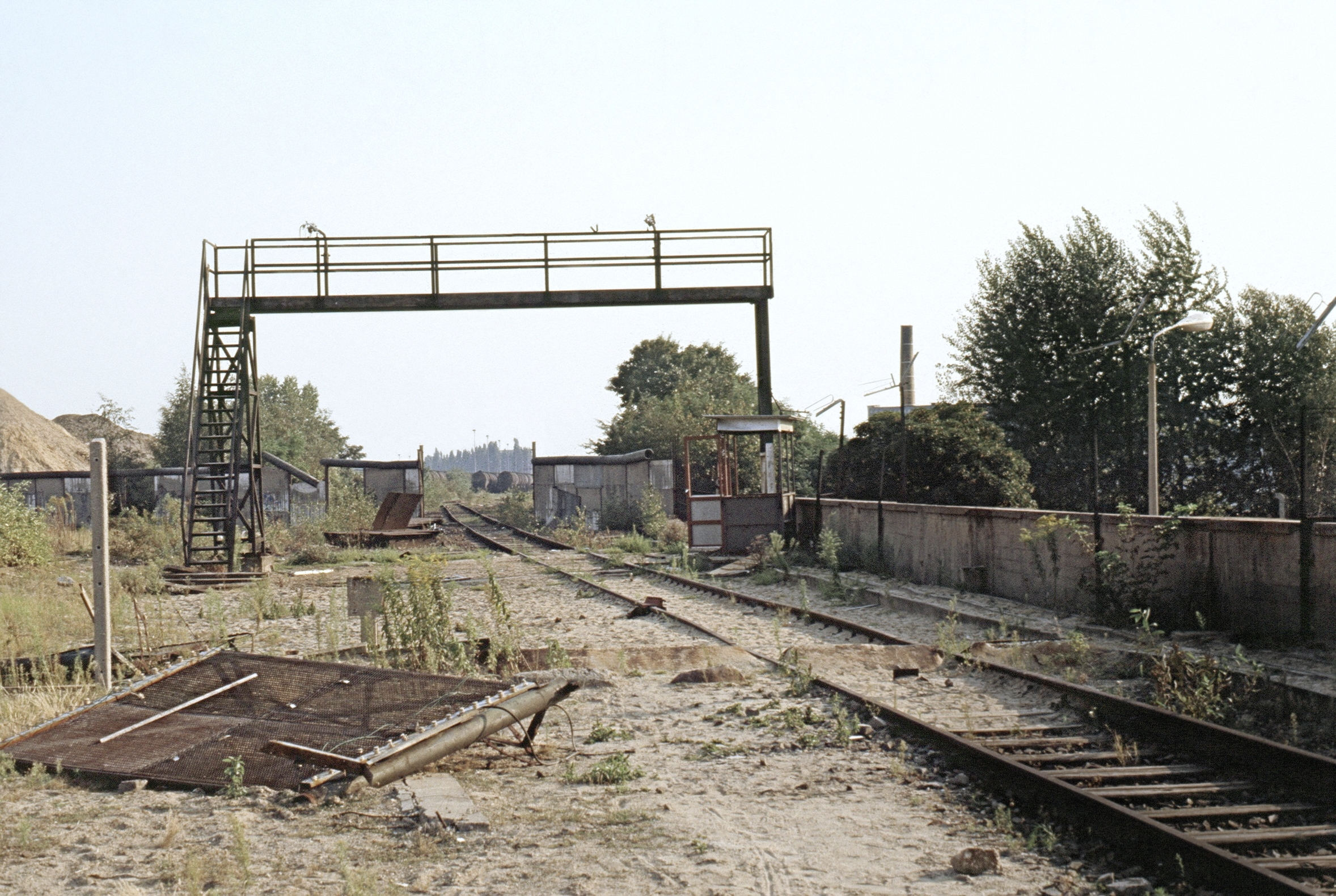
노이쾰른역에서 트레프토 화물역 방면으로 가는 화물 열차선, 1990년

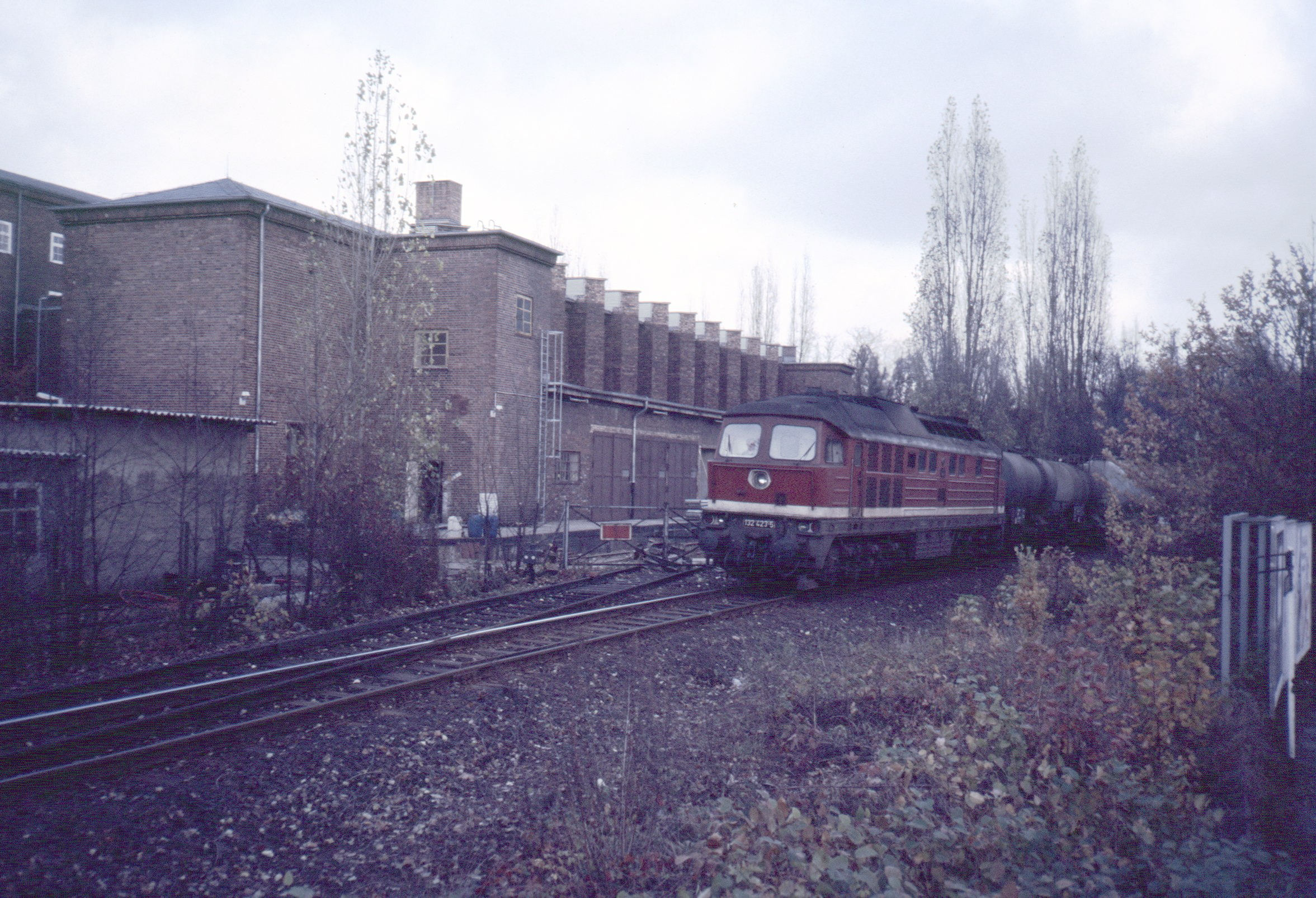
할렌제-그루네발트 연결선을 운행하는 화물 열차, 1986년

순환선에서 여객 및 화물 열차선과 연결되는 노선은 다음과 같다.
- 베를린 모아비트역에서 레어테선으로 양방향, 추가로 함부르크선 및 베를란 남북 장거리선과 함부르크 및 레어테역 방면
- 2006년 이후 베딩 지역에서 베를린 남북 장거리선 방면
- 게준트브루넨 및 쇤하우저 알레역에서 양방향으로 베를린 북부선과 베를린-슈체친선 방면. 게준트브루넨에서 과거의 북역(나중의 에버스발더 슈트라세역) 방면 연결선은 1985년까지 화물 전용으로 존재했다.
- 프랑크푸르터 알레 및 오스트크로이츠역에서 베를린 프랑크푸르터 알레-루멜스부르크선을 통해서 베를린 리히텐베르크역과 베를린 루멜스부르크 조차장역으로 양방향
- 트레프토어 파르크 지역 북쪽에서 남동쪽의 괴를리츠선 방면. 괴를리츠역에서 남서쪽 순환선 사이의 연결선은 1985년까지 화물 전용으로 존재했다.
- 노이쾰른 지역 서쪽에서 바움슐렌베크역을 통해서 괴를리츠선 방면
- 헤르만슈트라세역 동쪽에서 노이쾰른-미텐발데 철도 방면
- 템펠호프 지역에서 동쪽으로 드레스덴선을 통해서 베를린-마리엔펠데 방면. 과거에는 안할터역으로도 연결되었다.
- 쥐트크로이츠 지역에서 템펠호프 조차장역(Rangierbahnhof Tempelhof) 방면 연결선이 있었으나 쥐트크로이츠역 재건으로 철거되었다.
- 쥐트크로이츠/쇠네베르크 지역에서 첼렌도르프 방면 화물선(2010년 9월 철거)
- 베스트크로이츠/할렌제에서 베츨라어선 방면 양방향
- 베스트엔트 남쪽에서 슈판다우역 방면

## 같이 보기
- 베를린 외곽순환선
- 서클선
- 야마노테선
- 시티링엔
- 서울 지하철 2호선

## 참고 문헌
- Sven Heinemann: Die Berliner Ringbahn. Die Geschichte der legendären Eisenbahnstrecke 1871 bis heute, GeraMond Verlag, München 2021, ISBN 978-3-96453-300-5.
- Leo Favier, Aisha Ronniger, Andrea Schulz, Alexander Schug (Hrsg.): Ring frei! Erkundungstour Ringbahn Berlin, Vergangenheitsverlag, Berlin 2009, ISBN 978-3-940621-04-7.
- Berliner S-Bahn Museum: Strecke ohne Ende – Die Berliner Ringbahn, Verlag GVE, Berlin 2002, ISBN 3-89218-074-1.
- Michael Bienert, Ralph Hoppe: Eine Stunde Stadt, Berlin Edition, Berlin 2002, ISBN 3-8148-0096-6.
- Peter Bley: 50 Jahre Berliner S-Bahn, In: Berliner Verkehrsblätter, 21. Jg. 1974.
- Peter Bley: Die Berliner S-Bahn: Gesellschaftsgeschichte eines industriellen Verkehrsmittels, 7. Auflage, Alba, Düsseldorf 1997.
- Peter Bley: Berliner S-Bahn: vom Dampfzug zur elektrischen Stadtschnellbahn, Alba, Düsseldorf 1980.
- Waldemar Suadicani: Berliner Ringbahn. In: Victor von Röll (Hrsg.): Enzyklopädie des Eisenbahnwesens. 2. Auflage. Band 2: Bauentwurf–Brasilien. Urban & Schwarzenberg, Berlin/Wien 1912, S. 243 ff.

## 참조
1. ↑   [online [http://www.punkt3.de/index.php?go=lesen&read=5387 online]] |url= 값 확인 필요 (도움말). |제목=이(가) 없거나 비었음 (도움말)
2. 1 2 3  Berlin und seine Eisenbahnen 1846–1896. Herausgegeben vom Ministerium für öffentliche Arbeiten, Julius Springer Verlag, Berlin 1896, Nachdruck Verlag Ästhetik und Kommunikation, Berlin 1982, I. Band, S. 307–308.
3. ↑  Fahrplan der Berliner Verbindungsbahn vom 6. Mai 1873, im Amtsblatt der Regierung zu Frankfurt a. d. Oder 1873.
4. ↑  Berlin und seine Eisenbahnen 1846–1896. Herausgegeben vom Ministerium für öffentliche Arbeiten, Julius Springer Verlag, Berlin 1896, Nachdruck Verlag Ästhetik und Kommunikation, Berlin 1982, I. Band, S. 311
5. 1 2  Berlin und seine Eisenbahnen 1846–1896. Herausgegeben vom Ministerium für öffentliche Arbeiten, Julius Springer Verlag, Berlin 1896, Nachdruck Verlag Ästhetik und Kommunikation, Berlin 1982, I. Band, S. 334–335.
6. ↑  Berlin und seine Eisenbahnen 1846–1896. Herausgegeben vom Ministerium für öffentliche Arbeiten, Julius Springer Verlag, Berlin 1896, Nachdruck Verlag Ästhetik und Kommunikation, Berlin 1982, I. Band, S. 331
7. ↑  Berlin und seine Eisenbahnen 1846–1896. Herausgegeben vom Ministerium für öffentliche Arbeiten, Julius Springer Verlag, Berlin 1896, Nachdruck Verlag Ästhetik und Kommunikation, Berlin 1982, II. Band, Tafel 27.
8. ↑  Berlin und seine Eisenbahnen 1846–1896. Herausgegeben vom Ministerium für öffentliche Arbeiten, Julius Springer Verlag, Berlin 1896, Nachdruck Verlag Ästhetik und Kommunikation, Berlin 1982, II. Band, S. 430–432
9. ↑  Tempelhofer Feld bekommt neue S-Bahn-Station. In: Berliner Morgenpost, 25. Oktober 2010, abgerufen am 18. Februar 2018.
10. 1 2 3 4 5 6  Deutsche Bahn AG (Hrsg.): Projekte zwischen Berlin und Ostsee. Broschüre mit Stand vom 1. Februar 2006, Berlin, S. 5.
11. ↑   [online [https://www.punkt3.de/index.php?go=lesen&read=2424 online]] |url= 값 확인 필요 (도움말). |제목=이(가) 없거나 비었음 (도움말)
12. ↑  Berliner Verkehrsblätter 9/2016, S. 182